# Вишенное
Ви́шенное (до 1945 года Муша́ш; укр. Вишенне, крымскотат. Muşaş, Мушаш) — село в Белогорском районе Республики Крым, центр Вишенского сельского поселения (согласно административно-территориальному делению Украины — Вишенского сельского совета Автономной Республики Крым).

## Население
| 2001 | 2014  |
| ---- | ----- |
| 1952 | ↘1753 |

Всеукраинская перепись 2001 года показала следующее распределение по носителям языка
| Язык             | Процент |
| ---------------- | ------- |
| русский          | 58.2    |
| крымскотатарский | 34.89   |
| украинский       | 6.35    |
| другие           | 0.15    |

### Динамика численности
| - 1805 год — 44 чел. - 1864 год — 95 чел. - 1889 год — 315 чел. - 1892 год — 40 чел. - 1900 год — 185 чел. - 1915 год — 215/66 чел. | - 1926 год — 327 чел. - 1939 год — 325 чел. - 1974 год — 1704 чел. - 2001 год — 1952 чел. - 2009 год — 1922 чел. - 2014 год — 1753 чел. |

## Современное состояние
На 2017 год в Вишенном числится 19 улиц и 4 переулка; на 2009 год, по данным сельсовета, село занимало площадь 253 гектара на которой, в 617 дворах, проживало 1922 человека. В селе действуют средняя общеобразовательная школа, детский сад «Журавушка», сельский Дом культуры, библиотека-филиал № 4, амбулатория общей практики семейной медицины, отделение Почты России, церковь Марии Магдалины. Вишенное связано автобусным сообщением с райцентром, городами Крыма и соседними населёнными пунктами.

## География
Село находится в северной части района, на обоих берегах реки Биюк-Карасу, в среднем течении, в зоне перехода предгорий в степь. Высота центра села над уровнем моря — 141 м. Ближайшее село — Мироновка, в 1,5 км западнее; Белая Скала в 3,5 км выше по реке и Мельники в 4,5 км ниже. Расстояние до райцентра около 11 километров (по шоссе), ближайшая железнодорожная станция — Нижнегорская (на линии Джанкой — Феодосия) — примерно в 40 километрах. Транспортное сообщение осуществляется по региональной автодороге 35К-016 Нижнегорский — Белогорск (по украинской классификации — Т-0112). К востоку от села находится комплексный памятник природы общегосударственного значения
Ак-Кая.

## История
Первое документальное упоминание села встречается в Камеральном Описании Крыма… 1784 года, судя по которому, в последний период Крымского ханства Мушай входил в Кучук Карасовский кадылык Карасубазарского каймаканства. После присоединения Крыма к России (8) 19 апреля 1783 года, (8) 19 февраля 1784 года, именным указом Екатерины II сенату, на территории бывшего Крымского Ханства была образована Таврическая область и деревня была приписана к Левкопольскому, а после ликвидации в 1787 году Левкопольского — к Феодосийскому уезду Таврической области. После Павловских реформ, с 1796 по 1802 год, входила в Акмечетский уезд Новороссийской губернии. По новому административному делению, после создания 8 (20) октября 1802 года Таврической губернии, Мушаш был включён в состав Уроскоджинской волости Феодосийского уезда.
Согласно Ведомости о числе селений, названиях оных, в них дворов… состоящих в Феодосийском уезде от 14 октября 1805 года, в деревне Мушаш числилось 7 дворов и 44 жителя, исключительно крымских татар, но на карте 1817 года деревня не обозначена. После реформы волостного деления 1829 года, согласно «Ведомости о казённых волостях Таврической губернии» от 31 августа 1829 года, Мушаш отнесли к Бурюкской волости того же уезда. На карте 1836 года в деревне Мышаш 8 дворов, а на карте 1842 года Мышан обозначен условным знаком «малая деревня», то есть, менее 5 дворов
В 1860-х годах, после земской реформы Александра II, деревню приписали к Шейх-Монакской волости. В «Списке населённых мест Таврической губернии по сведениям 1864 года», составленном по результатам VIII ревизии 1864 года, Мушаш — владельческая русско-татарская деревня, с 16 дворами и 95 жителями при реке Биюк-Кара-Су (на трёхверстовой карте Шуберта 1865—1876 года в деревне Мышыш обозначено 8 дворов). В «Памятной книге Таврической губернии 1889 года» по результатам Х ревизии 1887 года записан Мушаш вместе с Аджиларом, с 52 дворами и 315 жителями. На верстовой карте 1890 года в деревне обозначено 33 двора с русско-татарским населением. По «…Памятной книжке Таврической губернии на 1892 год» в деревне Мушаш, входившей в Васильевское сельское общество, числилось 40 жителей в 8 домохозяйствах, а в безземельной деревне Мушаш, не входившей ни в одно сельское общество, было 19 жителей, у которых домохозяйств не числилось.

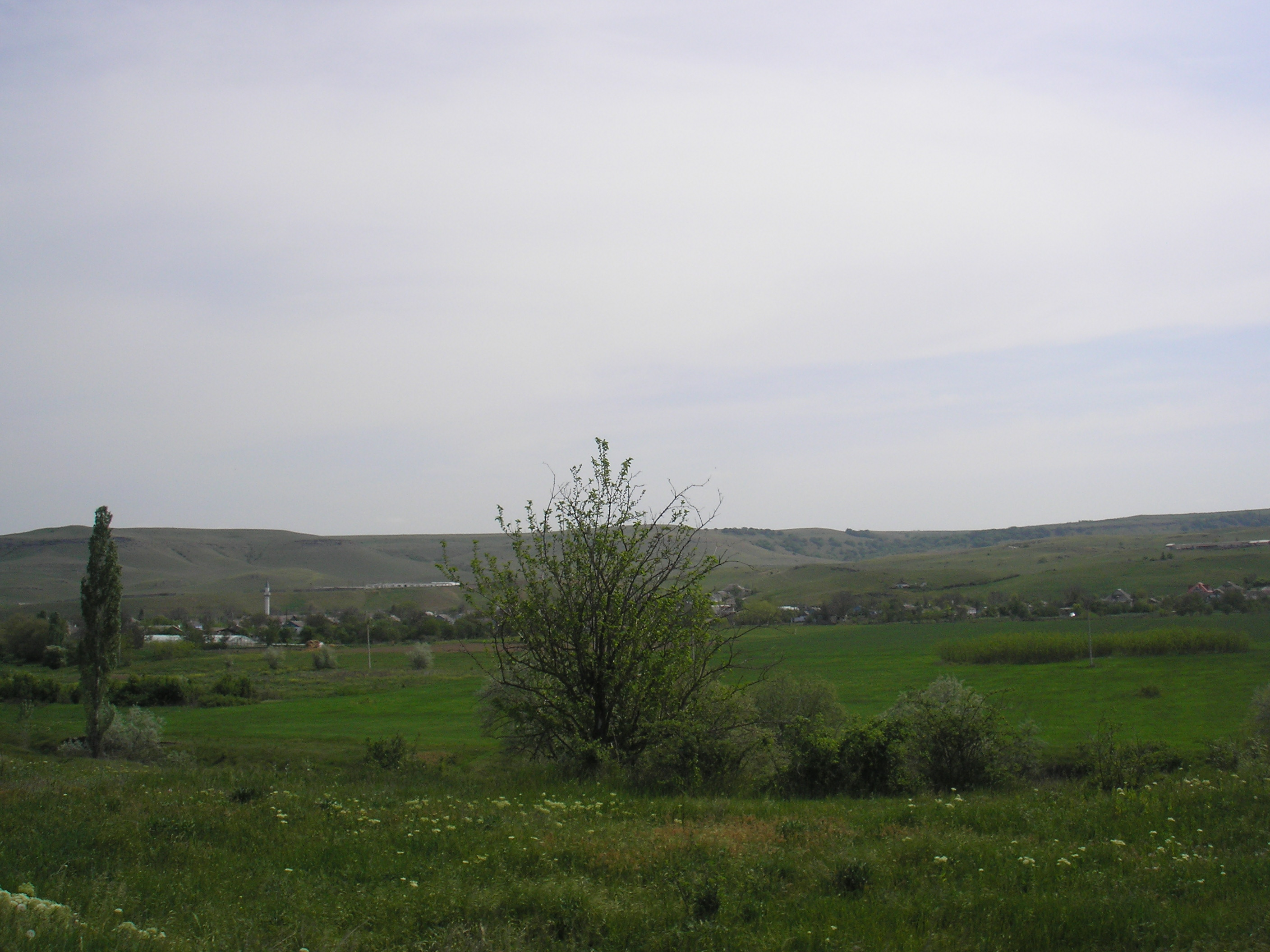

После земской реформы 1890-х годов, которая в Феодосийском уезде прошла после 1892 года, Мушаш отнесли к Андреевской волости того же уезда. В «…Памятной книжке Таврической губернии на 1900 год» Мушаш записан, как 3 диких сада, входивших в Васильевское сельское общество, с общим населением 185 человек в 37 дворах. По Статистическому справочнику Таврической губернии. Ч.II-я. Статистический очерк, выпуск пятый Феодосийский уезд, 1915 год, в экономии и селе Мушаш Андреевской волости Феодосийского уезда числилось 23 двора (1 двор с землёй, видимо, экономия, 22 — безземельные) с русским населением в количестве 215 человек приписных жителей и 66 — «посторонних», из которых 155 мужчин и 126 женщин. В экономии числилось 1000 десятин удобной земли. В хозяйствах имелось 44 лошади, 102 вола, 56 коров и 1428 голов мелкого скота.
После установления в Крыму Советской власти, по постановлению Крымревкома от 8 января 1921 года была упразднена волостная система и село вошло в состав вновь созданного Карасубазарского района Симферопольского уезда, а в 1922 году уезды получили название округов. 11 октября 1923 года, согласно постановлению ВЦИК, в административное деление Крымской АССР были внесены изменения, в результате которых округа ликвидировались, Карасубазарский район стал самостоятельной административной единицей и село включили в его состав. Согласно Списку населённых пунктов Крымской АССР по Всесоюзной переписи 17 декабря 1926 года, в селе Мушаш, центре Мушашского сельсовета (в коем состоянии село пребывает всю дальнейшую историю) Карасубазарского района, числился 85 дворов, из них 61 крестьянский, население составляло 327 человек, из них 229 русских, 50 татар, 35 армян, 8 украинцев, 3 немцев, 2 записаны в графе «прочие», действовала русская школа. По данным всесоюзная перепись населения 1939 года в селе проживало 325 человек.
В 1944 году, после освобождения Крыма от фашистов, согласно Постановлению ГКО № 5859 от 11 мая 1944 года, 18 мая крымские татары Мушаша были депортированы в Среднюю Азию, а 27 июня, по Постановлению ГКО № 5984сс от 2 июня 1944 года, та же участь постигла местных армян. 12 августа 1944 года было принято постановление № ГОКО-6372с «О переселении колхозников в районы Крыма», в исполнение которого в район завезли переселенцев: 6000 человек из Тамбовской и 2100 — Курской областей, а в начале 1950-х годов последовала вторая волна переселенцев из различных областей Украины.
Указом Президиума Верховного Совета РСФСР от 21 августа 1945 года Мушаш был переименован в Вишенное и Мушашский сельсовет — в Вишенский. С 25 июня 1946 года Вишенное в составе Крымской области РСФСР, а 26 апреля 1954 года Крымская область была передана из состава РСФСР в состав УССР. На 1974 год в Вишенном числилось 1704 жителя. С 12 февраля 1991 года село в восстановленной Крымской АССР, 26 февраля 1992 года переименованной в Автономную Республику Крым. С 21 марта 2014 года в составе Крыма аннексировано Россией.

## Археология
Возле села Вишенное в балке Красной, по правому берегу реки Биюк-Карасу на мустьерской стоянке Заскальная VI (Колосовская) в слое III (радиоуглеродные некалиброванные даты — от 35 до 38 тысяч лет) обнаружен фрагмент птичьей кости с насечками. Предполагается, что изготовленная аккайскими неандертальцами лучевая кость (os radius) ворона вида Corvus corax, как и изделие из грифельной кости лошади из слоя IIIa, представляет собой фрагмент проколки или шила, либо является частью безушковой иглы.